# Erhard Loretan
Erhard Loretan (28 de abril de 1959 - 28 de abril de 2011) foi um alpinista suíço, muitas vezes referido como um dos maiores alpinistas de todos os tempos. Foi a terceira pessoa a ter escalado todos as 14 montanhas com mais de oito mil metros de altitude.
Loretan nasceu em Bulle, no cantão de Friburgo. Ele aprendeu o ofício da marcenaria e foi guia de montanha. Começou a escalar aos 11 anos de idade. Ele morreu no dia do seu 52.º aniversário ao escalar a montanha Grünhorn nos Alpes suíços.

## Cronologia das escaladas
Loretan foi a terceira pessoa a ter escalado todos as 14 montanhas com mais de oito mil metros de altitude (o segundo sem oxigênio), um feito que completou aos 36 anos de idade.
| Pico          | Ano  |
| ------------- | ---- |
| Nanga Parbat  | 1982 |
| Gasherbrum II | 1983 |
| Gasherbrum I  | 1983 |
| Broad Peak    | 1983 |
| Manaslu       | 1984 |
| Annapurna     | 1984 |
| K2            | 1985 |
| Dhaulagiri    | 1985 |
| Everest       | 1986 |
| Cho Oyu       | 1990 |
| Shisha Pangma | 1990 |
| Makalu        | 1991 |
| Lhotse        | 1994 |
| Kangchenjunga | 1995 |